# Without Sin
Without Sin é uma série de televisão britânica escrita por Frances Poletti. É protagonizada por Vicky McClure como uma mãe cuja vida se envolve com o homem que ela acredita que assassinou sua filha. A série começou a ser exibida em 28 de dezembro de 2022 na plataforma de streaming ITVX, seguido por sua transmissão na ITV em 15 de maio de 2023.

## Elenco
- Vicky McClure como Stella
- Johnny Harris como Charles Stone
- Dorothy Atkinson como Jessie Cole
- Andrea Lowe como Bobbi Carter
- Johann Myers como Remy
- Ezra Faroque Khan como Kelvin
- Callum Fuller como Jamal Aboushi

## Recepção
Rebecca Nicholson, do The Guardian, concedeu ao primeiro episódio quatro de cinco estrelas, elogiando o desempenho de McClure. Anita Singh no The Telegraph também deu quatro estrelas de cinco, e elogiou o elenco e a evocação do cenário de Poletti.  Nick Hilton, do The Independent, deu ao primeiro episódio três de cinco estrelas, achando-o "genérico" e sentindo que não fornecia a McClure um novo material como atriz.

## Prêmios e indicações
McClure foi indicada ao BAFTA TV Award de Melhor Atriz por sua atuação na série.